# 25. brodska brigada NOVJ-a
25. brodska brigada NOVJ-a formirana je 29. studenog 1943. godine u Orahovici od dijelova Diljskog partizanskog odreda i dijelova 12. slavonske brigade. Imala je tri bataljuna sa 680 boraca. Operirala je u sastavu Istočne skupine NOP odreda. 

## Ratni put brigade
Brigada je 10. listopada 1943. uspješno napala njemačku posadu u Gašincima. Do kraja mjeseca uništila je protuavionsku bateriju u predgrađu Slavonskog Broda, razbila njemačku posadu u Gorjanima i s Osječkim NOP odredom po drugi put oslobodila Gašince, a 3. studenog ušla je u sastav 12. slavonske divizije. U studenom i prosincu borila se kod Slatine, na nekoliko mjesta rušila prugu Virovitica-Cabuna i zauzela okupatorska uporišta Čačince i Gorjane. Tijekom siječnja i veljače 1944. vodila je borbe kod Nove Gradiške i vršila diverzije na prugama Pleternica-Batrina i Beograd-Zagreb u širem području Slavonskog Broda, a 5. ožujka napala je Pćelić. S 21. slavonskom brigadom razbila je 5. travnja 15. ustašku bojnu i oslobodila Slatinu, a 8 svibnja vodila je borbe protiv dijelova domobranske 8. lovačke pukovnije na Ravnoj gori. Sudjelovala je u borbama za Veliki Grđevac 20. lipnja i za Ludbreg 2. kolovoza. U kolovozu je oslobodila Skenderovac i napadala dijelove 8. lovačke pukovnije u Kukunjevcu i Lipovljanima. S 28. slavonskom divizijom prebacila se 14. rujna preko Save kod Slavonskog Kobaša u Bosnu, gdje je vodila borbe s četničkim snagama kod Puračića, na Majevici i kraj Koraja.
Početkom listopada 1944. ušla je u sastav 12. vojvođanskog korpusa NOVJ-a. Dana 5. listopada prebacila se kod Banje Koviljače u Srbiju, a 14. listopada sudjelovala je u borbama za oslobođenje Beograda. Na području Obrenovca zarobila je kraj Umke veću skupinu njemačkih vojnika iz 1. brdske divizije. U razdoblju od prosinca 1944. do ožujka 1945. vodila je povremene borbe protiv njemačkih i četničkih snaga na području Zvornika, Bijeljine i Janje. Tijekom travnja sudjelovala je u oslobođenju Doboja, Bosanske Gradiške, Kostajnice i Bosanske Kostajnice, a 5. svibnja vodila je posljednju borbu, za oslobođenje Petrinje.
25. brodska brigada je za svoje napore tijekom rata 1961. godine bila odlikovana Ordenom zasluga za narod sa zlatnom zvijezdom i Ordenom bratstva i jedinstva sa zlatnim vijencem.